# Cypripedium
Gospina papučica (lat. Cypripedium), rod trajnica iz porodice kaćunovki. Ime roda dolazi od grčkih riječi kypris (Venera) i pedila (noga), zbog sličnosti medne usne na cipelu.
Rod je raširen preko sjeverne polutke kroz Europu, Aziju i Sjevernu Ameriku. Pripada mu 48 priznatih vrsta

U Hrvatskoj raste vrsta koja nosi ime roda, gospina papučica (Cypripedium calceolus), a kod Šuleka se nalazi i stariji naziv prosmic tičji. Ova vrsta ima jasno obojenu i oblikovanu šaru posred medne usne.

## Vrste
- Cypripedium acaule
- Cypripedium arietinum
- Cypripedium californicum
- Cypripedium debile
- Cypripedium acaule
- Cypripedium guttatum
- Cypripedium ×andrewsii

1. Cypripedium acaule Aiton
2. Cypripedium arietinum R.Br.
3. Cypripedium bardolphianum W.W.Sm. & Farrer
4. Cypripedium calceolus L.
5. Cypripedium californicum A.Gray
6. Cypripedium candidum Muhl. ex Willd.
7. Cypripedium conzattianum R.González & Lizb.Hern.
8. Cypripedium cordigerum D.Don
9. Cypripedium daweishanense (S.C.Chen & Z.J.Liu) S.C.Chen & Z.J.Liu
10. Cypripedium debile Rchb.f.
11. Cypripedium dickinsonianum Hágsater
12. Cypripedium elegans Rchb.f.
13. Cypripedium fasciculatum Kellogg
14. Cypripedium fasciolatum Franch.
15. Cypripedium flavum P.F.Hunt & Summerh.
16. Cypripedium formosanum Hayata
17. Cypripedium franchetii Rolfe
18. Cypripedium gomezianum R.González & Lizb.Hern.
19. Cypripedium guttatum Sw.
20. Cypripedium henryi Rolfe
21. Cypripedium himalaicum Rolfe
22. Cypripedium irapeanum Lex.
23. Cypripedium japonicum Thunb.
24. Cypripedium kentuckiense C.F.Reed
25. Cypripedium lichiangense S.C.Chen & P.J.Cribb
26. Cypripedium macranthos Sw.
27. Cypripedium malipoense S.C.Chen & Z.J.Liu
28. Cypripedium margaritaceum Franch.
29. Cypripedium micranthum Franch.
30. Cypripedium montanum Douglas ex Lindl.
31. Cypripedium palangshanense Tang & F.T.Wang
32. Cypripedium parviflorum Salisb.
33. Cypripedium passerinum Richardson
34. Cypripedium plectrochilum Franch.
35. Cypripedium reginae Walter
36. Cypripedium segawae Masam.
37. Cypripedium shanxiense S.C.Chen
38. Cypripedium singchii Z.J.Liu & L.J.Chen
39. Cypripedium subtropicum S.C.Chen & K.Y.Lang
40. Cypripedium susanae R.González & Lizb.Hern.
41. Cypripedium taibaiense G.H.Zhu & S.C.Chen
42. Cypripedium taiwanalpinum Y.I Lee, P.C.Liao & T.P.Lin
43. Cypripedium tibeticum King ex Rolfe
44. Cypripedium wardii Rolfe
45. Cypripedium wumengense S.C.Chen
46. Cypripedium yatabeanum Makino
47. Cypripedium yinshanicum Ma & Y.Z.Zhao
48. Cypripedium yunnanense Franch.
49. Cypripedium ×alaskanum P.M.Br.
50. Cypripedium ×andrewsii A.M.Fuller
51. Cypripedium ×catherinae Aver.
52. Cypripedium ×columbianum Sheviak
53. Cypripedium ×fred-mulleri Szlach., Kolan. & Górniak
54. Cypripedium ×herae Ewacha & Sheviak
55. Cypripedium ×ventricosum Sw.
56. Cypripedium ×wenqingiae Perner